# Список мінцмейстерів і медальєрів
Список мінцмейстерів і медальєрів вміщує працівників монетних дворів, які згадані у «Словнику нумізмата»

## Мінцмейстери
- Якоб Абрагам (1723—1800) — монетний майстер Берлінського, Штеттинського, Кенігсберзького, Данцигського та Дрезденського монетних дворів. Автор нового типу прусського орла на монетах.
- Абрагам Абрамсон[en] (1754—1811) — прусський медальєр, монетний майстер Берлінського монетного двору з 1782 року. Автор серії медалей, присвячених діячам німецької науки й культури. Підписи «A/S», «ABRAMSON», «AB».
- Лея Альборн (1826—1897) — шведська медальєрка, перша жінка на посаді монетного майстра при Стокгольмському монетному дворі.[2]

## Медальєри
- Антоніо Абондіо (1538—1591) — італійський медальєр.[3]
- Алексєєв Володимир Охримович (1784—1832) — російський медальєр.[4]
- Йоганн Ефроїм Бауер (1726—1799) — данський медальєр [5]
- Лайош Беран[en] (1882—1942) — угорський медальєр. [6]
- Йоганн Гайнріх Болчауер нім. Johannes Heinrich Boltschauer (1754—1812) — швейцарський медальєр, працював при Мангеймському монетному дворі.
- Жозеф-П'єр Брамт[fr] (1796—1864) — бельгійський медальєр та майстер монетних штемпелів.[7]
- Анрі Франсуа Брандт[en] (1789—1845) — швейцарський медальєр.[7]
- Антуан Бові[fr] (1795—1877) — швейцарський медальєр.[8]